# Pinchus Simanowski
Pinchus Szołomowicz Simanowski (ros. Пи́нхус Шо́ломович Симано́вский, ur. 1901 w Azaryczach, zm. 22 lutego 1940) – funkcjonariusz radzieckich organów bezpieczeństwa, major, szef Zarządów NKWD w obwodzie orłowskim (1937) i kurskim (1937-1939).

## Życiorys
Urodził się w rodzinie żydowskiego kolportera. Od marca do sierpnia 1920 w Armii Czerwonej, uczestnik wojny polsko-bolszewickiej, w sierpniu 1920 internowany w Niemczech, w styczniu 1921 zwolniony. 
Od lutego do lipca 1921 w powiatowej Czece w Bobrujsku, później funkcjonariusz, m.in. szef Oddziału, statystyk i kontroler Czeki/GPU przy Radzie Komisarzy Ludowych Białoruskiej SRR, 1924-1928 funkcjonariusz ds. zleceń, pomocnik pełnomocnika Wydziału Tajnego, pełnomocnik Wydziału Tajnego i pełnomocnik Pełnomocnego Przedstawicielstwa Głównego Zarządu Bezpieczeństwa Państwowego w Kraju Zachodnim (później obwód zachodni, obecnie obwód smoleński). Od 1925 w RKP(b)/WKP(b), 1928-1931 szef Wydziału Tajnego/Tajno-Politycznego okręgowego oddziału/sektora operacyjnego GPU w Homlu, 1931-1932 pomocnik szefa Wydziału Tajno-Politycznego Pełnomocnego Przedstawicielstwa Głównego Zarządu Bezpieczeństwa Państwowego Białoruskiej SRR, 1932-1933 pomocnik szefa sektora operacyjnego GPU w Tule. Od kwietnia do listopada 1933 pomocnik szefa sektora operacyjnego GPU w Riazaniu, od listopada 1933 do kwietnia 1937 kolejno szef Oddziału II, pomocnik i zastępca szefa Wydziału Tajno-Politycznego/Wydziału IV Pełnomocnego Przedstawicielstwa Głównego Zarządu Bezpieczeństwa Państwowego/Zarządu Bezpieczeństwa Państwowego (UGB) Zarządu NKWD obwodu moskiewskiego. Od 26 grudnia 1935 kapitan, a od 16 kwietnia 1937 major bezpieczeństwa państwowego. Od 23 marca do 29 kwietnia 1937 szef Wydziału Specjalnego Głównego Zarządu Bezpieczeństwa Państwowego Moskiewskiego Okręgu Wojskowego, od kwietnia do czerwca 1937 szef Oddziału III i zastępca szefa Poprawczego Obozu Pracy NKWD. Od 14 czerwca do 1 października 1937 szef Zarządu NKWD obwodu orłowskiego, od 1 października 1937 do 17 stycznia 1939 szef Zarządu NKWD obwodu kurskiego. Deputowany do Rady Najwyższej ZSRR 1 kadencji. 
13 stycznia 1939 aresztowany, następnie skazany na śmierć i rozstrzelany.

## Odznaczenia
- Order Lenina (14 lipca 1937 za wybitne sukcesy w budowie kanału Moskwa-Wołga)
- Order Czerwonego Sztandaru Pracy Białoruskiej SRR (11 lipca 1932)
- Odznaka "Honorowy Pracownik Czeki/GPU"